# Skärvs kyrka
Skärvs kyrka är en kyrkobyggnad som sedan 2018 tillhör Valle församling (2010-2018 Axvalls församling och tidigare Skärvs församling). Den ligger i kyrkbyn Skärv i Skara kommun. 

## Kyrkobyggnaden
På nuvarande kyrkplats uppfördes en kyrka av sten vid slutet av 1100-talet.
Kyrkan förföll och revs.
Nuvarande stenkyrka uppfördes 1791 då byggnadsmaterial togs från Axvalla hus ruiner.
Kyrkan består av långhus med rundat kor i öster och torn i väster. En vidbyggd sakristia ligger öster om koret.

## Inventarier
- Dopfunten av kalksten är skänkt till kyrkan 1935 av prosten Gustav Håård.
- Nuvarande altartavla är målad av Louise af Geijerstam och skänkt till kyrkan 1914.
- En oblatask är från 1677.
- I tornet hänger två kyrkklockor. Äldsta klockan är från 1652.

### Orgel
- Från mitten av 1600-talet till 1740-talet fanns här en orgel med fyra stämmor.
- 1877 byggde Salomon Molander & Co, Göteborg en orgel med sex stämmor.
- Den nuvarande orgeln byggdes 1939 av Th Frobenius & Sönner, Lyngby, Danmark. Manual I är mekanisk, manual II och pedalen är pneumatisk. I orgeln finns delar från orgeln byggd 1877.

| Manual I           | Manual II      | Pedal        | Koppel |
| Principal 8´       | Rörflöjt 8´    | Subbas 16´   | I/P    |
| Gedackt 8'         | Gemshorn 4'    | Gedackt 8'   | II/P   |
| Oktava 4'          | Blockflöjt 2'  | Principal 4' | II/I   |
| Gedackt 4'         | Larigot 1 1/3' |              |        |
| Rauschkvint 2 chor |                |              |        |
| Mixtur 3 chor      |                |              |        |

### Webbkällor
- byggnadspresentation